# فيك ويليس
فيك ويليس (بالإنجليزية: Vic Willis)‏ هو لاعب كرة قاعدة أمريكي، ولد في 12 أبريل 1876 في مقاطعة سيسيل في الولايات المتحدة، وتوفي في 3 أغسطس 1947 في إلكتون في الولايات المتحدة.

## وصلات خارجية
- فيك ويليس على موقعبيزبول رفرنس.كوم (الدوري الرئيسي) (الإنجليزية)
- فيك ويليس على موقعبيزبول رفرنس.كوم (الدوري الثانوي) (الإنجليزية)
- فيك ويليس على موقع مشجعي الرسوم البيانية (الإنجليزية)
- فيك ويليس على موقع قاعة مشاهير كرة القاعدة (الإنجليزية)